# Partner globali della NATO

In blu i membri della NATO, in azzurro i partner globali

I partner globali della NATO sono paesi che cooperano regolarmente con la NATO, ma non sono in grado di aderire all'alleanza a causa dell'articolo 10 del Patto Atlantico, che limita i paesi idonei ad aderire all'alleanza a quelli in Europa.
I partner globali sono allo stesso livello dei paesi con un Piano d'azione di partenariato individuale, per quanto riguarda la collaborazione a stretto contatto con gli stati membri della NATO su "una serie di sfide trasversali comuni alla sicurezza, come la difesa informatica, la lotta al terrorismo, la non proliferazione e la resilienza". Molti partner globali della NATO sono anche importanti alleati non NATO degli Stati Uniti. Questi paesi cooperano strettamente con le Forze Armate statunitensi e beneficiano di altri vantaggi militari e finanziari.

## Membri
- Australia
- Colombia
- Corea del Sud
- Giappone
- Iraq
- Mongolia
- Nuova Zelanda
- Pakistan

### Membri sospesi
- Afghanistan - Membro durante il governo della Repubblica islamica dell'Afghanistan, ma sospeso nel 2021 dopo che la Repubblica islamica alleata dell'occidente è caduta nelle mani dei talebani durante l'offensiva talebana del 2021. L'Afghanistan è attualmente governato da un emirato islamico non riconosciuto guidato dai talebani.

### Candidati
- Argentina - il 18 Aprile 2024, l'Argentina ha ufficialmente chiesto di diventare membro del Programma di Partenariato Globale della NATO[3][4]